# Methylobacterium symbioticum

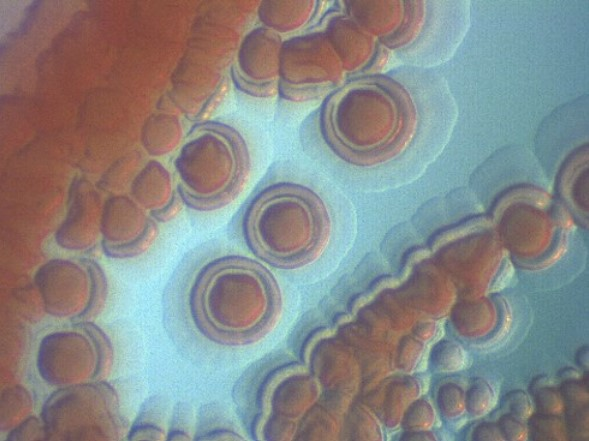
Vista microscópica de una colonia de Methylobacterium symbioticum.

Methylobacterium symbioticum es una bacteria gram (-), endófita y fotosintética con capacidad para fijar nitrógeno atmosférico. Se caracteriza por una eficiente capacidad de proporcionar nitrógeno a la planta del aire en forma natural a través del complejo nitrogenasa. Este microrganismo consigue una rápida colonización de la filosfera de la planta en estados iniciales de desarrollo asentándose en el interior de las células fotosintéticas.
La bacteria tiene la capacidad de convertir el nitrógeno atmosférico (N2) en amonio (NH4+) a través de un proceso regido por el complejo enzimático nitrogenasa, permitiendo a la planta su metabolización directamente en aminoácido de manera constante durante toda la temporada de cultivo.
Aislada y caracterizada por la empresa Symborg, esta especie ha sido utilizada para desarrollar BlueN, el primer biofertilizante de nitrógeno registrado a nivel mundial que permite aportar nitrógeno de manera biológica en la mayoría de los cultivos de interés agronómico. Esto ha permitido a agricultores de todo el mundo y en distintas condiciones mejorar la eficiencia del uso del nitrógeno y reducir el impacto medioambiental asociado a la fertilización nitrogenada de los cultivos.
Por otra parte, la fijación biológica de nitrógeno atmosférico de Methylobacterium symbioticum consigue que la planta no tenga la necesidad de tomar todo el nitrógeno vía absorción radicular, disminuyendo el gasto energético de la vía enzimática nitrato reductasa ya que convertiría menor cantidad de nitrato en amonio dentro de la planta. De esta manera, la planta puede utilizar la energía ahorrada en su crecimiento vegetal.
Methylobacterium symbioticum también tiene otros efectos positivos en la planta. A partir del consumo de metanol generado en la degradación de los grupos metilos presentes en las pectinas, permite ralentizar el envejecimiento de las células de la planta y alargar el periodo fotosintético efectivo.
La bacteria Methylobacterium symbioticum formulada como biofertilizante promueve un programa de fertilización nitrogenada rentable y más sostenible, ya que ayuda a proteger el medioambiente de la contaminación derivada del uso del nitrógeno como primer elemento nutricional de los cultivos tras el agua.
La efectividad de la cepa se ha validado de forma global en una gran variedad de cultivos, como cultivos extensivos, de huerta y cítricos.